# Freshlyground
Freshlyground é um conjunto musical Sul-africano que foi formada na Cidade do Cabo no ano de 2002. Os membros da banda são da África do Sul, Moçambique e Zimbabwe. Seu estilo incorpora elementos da música tradicional do Sul-africano como o kwela e folk africano, além do blues e do jazz, bem como características de indie rock.

## Integrantes
- Zolani Mahola - vocalista
- Simon Attwell - flauta, kisanji, Harmónica
- Peter Cohen - bateria
- Kyla Rose Smith - violino, vocal
- Julio Sigauque ("Gugs") - violão
- Josh Hawks - baixo, vocal
- Seredeal Scheepers ("Shaggy") - Piano, percussão, vocal

## Historia

### 2003: Jika Jika
Freshlyground lançou seu álbum de estréia,Jika Jika, no início de 2003. O grande sucesso do disco deu o pontapé inicial na sua carreira e afirmou a sua reputação como um dos rostos jovens e vibrantes da música sul-africana. A exposição muito necessário a partir do álbum resultou em um convite à banda para tocar no Festival Internacional de Arte de Harare e no Festival Internacional de Arte da Ilha Robben.

### 2004-2006: Nomvula
No início de 2004, o Freshlyground participou da abertura do Parlamento da África do Sul apresentando-se antes do Presidente Thabo Mbeki em um evento organizado como uma celebração dos dez anos de democracia na África do Sul.
No Festival Internacional de Artes de Harare (HIFA), a banda apresentou-se com Oliver Mtukudzi, músico do Zimbábue, que também é conhecido por sua mistura diversificada de generos musicais africanos. 
A banda trabalhou ao lado de lendas locais como Miriam Makeba, Stanley Clarke e Femi Kuti no Festival de Jazz da Costa Norte, realizado no mês de abril na Cidade do Cabo. Julho foi o mês de ruptura da banda com seu estúdio de gravação que estava trabalhando arduamente no seu álbum de inéditas, Nomvula. Após isso a banda dedicou seu tempo preparando-se para se apresentar no Festival de Jazz na Villa Celimontana, em Roma, Itália.
Finalmente, no final de 2004, o grupo lançou seu álbum de grande sucesso, Nomvula. Embora a aceitação do álbum tenha sido, inicialmente, lenta, no final atingiu o disco de platina duplo.
Em maio de 2006, o Freshlyground completou uma turnê nacional após o seu desempenho em Kirstenbosch National Botanical Garden (Cidade do Cabo), sendo uma das apresentações mais notáveis. Eles se apresentaram em vários locais no Reino Unido, durante junho e julho, antes de passar para Alemanha e Bélgica, em agosto. Após uma pequena pausa nessa turnê, eles voltaram à Europa em setembro para performances nos Países Baixos, Alemanha, Reino Unido, França e Itália.
A julho de 2006 Freshlyground participou da cerimônia oficial de encerramento da Copa do Mundo de 2006 na Alemanha na parte da cerimônica referente a próxima Copa, que foi realizada na África do Sul

### 2007: Ma 'Cheri
O álbum Ma Cheri foi lançado em 3 de setembro de 2007 e produzido por JB Arthur e Victor Masondo, e foi gravado na Cidade do Cabo. O primeiro single se chama Pot Belly seguido por Fired Up e Desire.

### 2010: Radio Africa
O último álbum de FreshlygroundRadio Africafoi lançado em maio de 2010. 
Em 23 de Janeiro de 2010, foi realizada a partida oficial de inauguração do novo estádio de futebol da Cidade do Cabo, onde o Freshlyground fez o show de abertura.
A canção "Waka Waka (This Time for Africa)" produzida por Shakira e Freshlyground foi escolhida como o música oficial da Copa do Mundo de 2010. O single foi lançado em 26 de abril de 2010 e é baseado em uma canção popular dedicada aos soldados africanos gravada primeiramente pela banda Golden Sounds, que também foi um sucesso na Colômbia em 1987. Shakira e Freshlyground interpretaram a canção no show de abertura da copa em Soweto no dia 10 de junho e o farão novamente durante a cerimônica de encerramento.

## Discografia

### Jika Jika(2003)
1. "Train Love" (4:12)
2. "Ocean Floor" (3:15)
3. "Rain" (5:07)
4. "Castles In The Sky" (3:20)
5. "Feels Like Sunday" (3:40)
6. "Mbira No. 2" (2:18)
7. "Zipho Phezulu" (3:06)
8. "Mali" (4:07)
9. "Castles In The Sky" (3:36)
10. "Mowbray Kaap" (6:04)
11. "Nomvula" (7:27)

### Nomvula(2004)
1. "I am the man" (4:57)
2. "Nomvula" (4:46)
3. "Manyana" (5:13)
4. "Vanish" (5:20)
5. "Zithande" (4:40)
6. "I'd like" (6:25)
7. "Doo Be Doo" (5:14)
8. "Things Have Changed" (4:17)
9. "Buttercup" (5:37)
10. "Human Angels" (6:25)
11. "Father Please" (4:03)
12. "Mowbray Kaap" (6:03)
13. "Touch In The Night" (2:44)
14. "Doo Be Doo (Remix)" (European bonus track)

### Ma' Cheri(2007)
1. "Ma' Cheri"
2. "Desire"
3. "Pot Belly"
4. "Ask Me"
5. "Baby Tonight"
6. "Fired Up"
7. "Go Gorilla"
8. "Arms of Steel"
9. "Pink Confetti"
10. "Zulu Lounge"
11. "Ivana"
12. "uMalume"
13. "Crimeson Smile"
14. "Manikiniki"
15. "Air Hostess" (bonus track)

### Radio Africa(2010)
1. "Moto"
2. "Fire Is Low"
3. "The Dream of Love"
4. "Big Man feat. Les Nubians"
5. "Baba"
6. "Baby In Silence"
7. "Would You Mind"
8. "Vula Amehlo"
9. "Chicken to Change"
10. "Working Class"
11. "Whaliphalal'igazi"